# 10048 Gronbech
A 10048 Gronbech (ideiglenes jelöléssel 1986 TQ) a Naprendszer kisbolygóövében található aszteroida. Poul Jensen fedezte fel 1986. október 3-án.